# André Gamet
André Gamet (18. května 1919, Oullins – 17. března 2017, Lyon) byl francouzský reportážní fotograf.

## Biografie
Narodil se v roce 1919 v Oullins jako syn válečného veterána. Vystudoval Lycée La Martiniere Monplaisir v Lyonu, kde se projevila jeho vášeň pro fotografii. Pracovat začal v chemickém závodě v Pierre-Bénite jižně od Lyonu..
Kresbu a malbu studoval u Pierra Combet-Descombeho (1885–1966) a v roce 1941 vyhrál národní soutěž mladého fotografa. Od roku 1942 pracoval pro lyonský týdeník Marche. V roce 1946 se připojil k agentuře Rapho, s níž spolupracoval téměř šedesát let. a kde spolupracoval také s fotografy Willym Ronisem nebo Robertem Doisneau.
V letech 1951 až 1954 byl jedním z pěti francouzských fotografů, kteří byli zařazeni do výběru alba Photography Annual (New York).
André Gamet zemřel 17. března 2017 ve svých 98 letech a byl posledním žijícím francouzským fotožurnalistou z druhé světové války.

## Výstavy
- 1998 Lyon d’ombre et de lumière 1935–1950, Centre d'histoire de la Résistance et de la déportation (Historické centrum odporu a deportace), Lyon[4].

## Knihy
- Lyon d’ombre et de lumière, 1937–1950, Éditions de La Martinière, 1997, str. 127, ISBN 978-2732423470
- Douces Frances 1935–2000, Actes Sud, 2000, str. 399, ISBN 9782742728527.
- André Gamet, mémoires photographiques, Aedelsa, 2005, str. 192, ISBN 2915033080